# Philotes
Philotes (Oudgrieks Φιλότης, Philótês) was de enige van de kinderen die Nyx bij zichzelf verwekte die een positieve kracht personifieerde. Philotes is de godin van de affectie, seksualiteit en vriendschap.
Apate · Eris · Geras · Hypnos · Momus · Moros · Nemesis · Philotes · Thanatos